# Yowai 5000-nen no Sōshoku Dragon, Iwarenaki Jaryū Nintei
Yowai 5000-nen no Sōshoku Dragon, Iwarenaki Jaryū Nintei (齢5000年の草食ドラゴン、いわれなき邪竜認定?), conocida como A Herbivorous Dragon of 5,000 Years Gets Unfairly Villainized, es una serie de novelas ligeras japonesas escritas por Kaisei Enomoto e ilustradas por Shugao. Se serializó en línea entre junio de 2017 y junio de 2020 en el sitio web de publicación de novelas generado por el usuario Shōsetsuka ni Narō. Más tarde fue adquirido por Kadokawa Shoten, que publicó tres volúmenes desde febrero de 2018 hasta octubre de 2019 bajo su sello Kadokawa Sneaker Bunko. 
Una adaptación de manga con arte de Kōichi Muro se serializó en la revista de manga shōnen de Square Enix Monthly Gangan Joker desde enero de 2018 hasta noviembre de 2019. Se recopiló en cinco volúmenes de tankōbon. Una adaptación de anime de red original (ONA) de Studio LAN se emitió en chino en bilibili de julio a octubre de 2022, y el doblaje japonés se estrenó en televisión en enero de 2023.

## Personajes
Evil Dragon Ravendia (邪竜レーヴェンディア Jaryū Rēvuendia?)
 Seiyū: Hōchū Ōtsuka
Reiko (レーコ Rēko?)
 Seiyū: Aoi Yūki
Aliante (アリアンテ Ariante?)
 Seiyū: Mariko Miyase
Water Saint (水の聖女 Mizu no Seijo?)
 Seiyū: Shuka Saitō
Ryatt (ライアット Raiatto?)
 Seiyū: Yoshino Nanjō

## Contenido de la obra

### Novela ligera
La serie escrita por Kaisei Enomoto se serializó en línea entre junio de 2017 y junio de 2020 en el sitio web de publicación de novelas generado por el usuario Shōsetsuka ni Narō. Más tarde fue adquirida por Kadokawa Shoten, que publicó tres volúmenes de novelas ligeras con ilustraciones de Shugao desde el 1 de febrero de 2018 hasta el 1 de octubre de 2019 bajo su sello Kadokawa Sneaker Bunko.

### Manga
Una adaptación de manga con arte de Kōichi Muro se serializó en la revista de manga shōnen de Square Enix Monthly Gangan Joker del 22 de enero de 2018 al 22 de noviembre de 2019. Se recopiló en cinco volúmenes de tankōbon.

### Anime
El 21 de noviembre de 2021, se anunció una adaptación de anime de la red original japonesa-china (ONA) producida por bilibili y animada por Studio LAN. Está dirigida por Liu Siwen y escrita por Siwen y Li Jiajie. El doblaje chino se emitió en bilibili del 30 de julio al 8 de octubre de 2022, mientras que el doblaje japonés se estrenó en televisión el 6 de enero de 2023 en AT-X, Tokyo MX y BS Fuji. Para el doblaje chino, el tema de apertura es "Wèi guāng" de Liu Junlang, mientras que el tema de cierre es "Tǎng zài qíngkōng xià" de Xiǎo yuán. Para el doblaje japonés, el tema de apertura es "Bokura wa Genius" de Shuka Saitō, mientras que el tema de cierre es "buddy" de Amber's. Crunchyroll obtuvo la licencia de la serie fuera de Asia.